# SL16 Football Campus
Ne pas confondre avec le Centre d'entraînement Robert-Louis-Dreyfus de l'Olympique de Marseille.
Le SL16 Football Campus, anciennement appelé Académie Robert Louis-Dreyfus, est le centre de formation et d'entraînement du Standard de Liège. Il est situé à Angleur dans le quartier du Sart-Tilman, à la limite avec Boncelles et d'Ougrée, ainsi à quelques kilomètres du Stade Maurice Dufrasne. Il se trouve à proximité du Country Hall.

## Histoire
Le 21 octobre 1998, Robert Louis-Dreyfus nouvel actionnaire du Standard de Liège, lance l’idée d’un centre de formation, mais le lancement officiel du projet ne sera toutefois donné que le 12 septembre 2002. 
En attendant, le foot études est lancé en 1998, sous l’impulsion de Daniel Boccar. Le Standard conclut un accord avec quatre écoles de la région liégeoise. Celui-ci permet aux jeunes joueurs du club, tout en suivant un cursus normal, de prendre part à trois entraînements en matinée par semaine. Une formule qui leur permet de doubler leur temps de travail sportif et d’affiner leur talent.
Le 1er septembre 2004, Christophe Dessy devient à l’initiative de Michel Preud'homme, directeur responsable du centre de formation du club avec l'assistance de Daniel Boccar.
L'Académie Robert Louis-Dreyfus est officiellement inaugurée le 2 mai 2007, et Christophe Dessy cède la place à Tomislav Ivic qui prend en charge la formation des jeunes. Tomislav Ivic quitte l'académie en 2008 et retourne définitivement en Croatie pour s'occuper de sa femme gravement malade. Il est remplacé successivement par Vincent Ciccarella, Jean-François De Sart puis Michel Bruyninckx avant le retour de Christophe Dessy le 23 février 2012.
Le 16 mai 2014, le Standard de Liège est élu grâce à son Académie Robert Louis-Dreyfus, meilleur club formateur de Belgique (BFC Pro Youth Award 2013).
Le 17 février 2016, Christophe Dessy est remplacé dans ses fonctions au sein de l'académie par Thierry Verjans, tandis que la direction administrative du centre de formation est confié à Ingrid Vanherle.

## Infrastructures
Le site comporte :
- 4 terrains en gazon/herbe (dont un avec une tribune assise de 800 places)
- 4 terrains synthétiques
- 1 terrain synthétique couvert

De plus, le centre se découpe en plusieurs blocs :
| Bloc d'accueil                         | Bloc Pros                                     | Bloc Jeunes                                                         | Bloc repos (réparti sur 2 étages)         |
| -------------------------------------- | --------------------------------------------- | ------------------------------------------------------------------- | ----------------------------------------- |
| Tribune couverte (800 places)          | Bureau du « Team manager »                    | Salle d'étude                                                       | Hall d'accueil                            |
| 2 vestiaires                           | Vestiaire des kinés                           | 11 vestiaires                                                       | Salle de projection et de détente         |
| Vestiaire pour arbitres et entraîneurs | Bureau / Vestiaire des entraîneurs            | Vestiaires des arbitres                                             | 24 chambres simples et 6 chambres doubles |
| Salle de musculation                   | Bureau médical                                | Bureau médical                                                      | Salon privatisé                           |
| Salle de soins                         | Salle de soins                                | Salle de soins                                                      | Salle à manger                            |
| Bureau pour les délégués               | Espace jacuzzi, piscine de rééducation, sauna | 2 blocs sanitaires                                                  | Cuisine semi-professionnelle              |
| Salle de presse                        | Bureau des intendants                         | Bureau du responsable technique (U16-U21)                           | Cuisine semi-professionnelle              |
| Salle de réception                     | Buanderie                                     | Bureau des entraîneurs, délégués, et intendants                     | Cuisine semi-professionnelle              |
| Salle de réception                     | Buanderie                                     | 2 bureaux administratifs                                            | Cuisine semi-professionnelle              |
| Salle de réception                     | Buanderie                                     | Cafétéria, cuisine semi-professionnelle et boutique                 | Cuisine semi-professionnelle              |
| Salle de réception                     | Buanderie                                     | 2 salles pour des réunions et réceptions                            | Cuisine semi-professionnelle              |
| Salle de réception                     | Buanderie                                     | Remise et buanderie (stockage du matériel, lessive des équipements) | Cuisine semi-professionnelle              |

## Joueurs formés au Standard depuis 2004
- Ameen Al-Dakhil
- Beni Badibanga
- Zakaria Bakkali
- Michy Batshuayi
- Christian Benteke
- Arnaud Bodart
- Gianni Bruno
- Mehdi Carcela
- Luis Pedro Cavanda
- Nacer Chadli
- Jérôme Déom
- Casper De Norre
- Alexis De Sart
- Julien De Sart
- Landry Dimata
- / Edmilson Junior
- Marouane Fellaini
- Corentin Fiore
- Merveille Goblet
- Réginal Goreux
- Guillaume Hubert
- Reda Jaadi
- Joris Kayembe
- Dimitri Lavalée
- Tortol Lumanza
- Ryan Mmaee
- Elias Mago
- Eliaquim Mangala
- François Marquet
- Yannis Mbombo
- Thomas Meunier
- Deni Milošević
- Kevin Mirallas
- Anthony Moris
- Paul-José Mpoku
- Dieumerci Ndongala
- Pierre-Yves Ngawa
- Loïs Openda
- Damjan Pavlovic
- Lucas Pirard
- Sébastien Pocognoli
- Nicolas Raskin
- Lindon Selahi
- Hugo Siquet
- Arthur Theate
- Hendrik Van Crombrugge
- Zinho Vanheusden
- Mërgim Vojvoda
- Axel Witsel